# Villa Pompea (métro de Milan)
Villa Pompea est une station de la ligne 2 du métro de Milan, située sur la commune de Gorgonzola.